# Robert Herman
Pour les articles homonymes, voir Herman.
Robert Herman (29 août 1914-13 février 1997) est un cosmologiste d'origine américaine. Il est connu pour avoir été le premier à proposer, avec Ralph Alpher, l'existence du fond diffus cosmologique, rémanant de l'époque très dense et très chaude qu'a connue l'univers il y a environ 13,7 milliards d'années, le Big Bang. 
Il a reçu le prix de théorie John-von-Neumann en 1993.